# Jean Price-Mars
Jean Price-Mars (Grande-Rivière-du-Nord, 15 de outubro de 1876 — Pétionville, 1 de março de 1969) foi um médico, professor, político, diplomata, escritor e etnógrafo haitiano. Price-Mars trabalhou como secretário da legação haitiana em Washington, D.C. (1909) e como encarregado de negócios em Paris (1915–1917), durante os primeiros anos da ocupação do Haiti pelos Estados Unidos.
Em 1922, Price-Mars concluiu os estudos de medicina dos quais havia desistido por falta de uma bolsa de estudos.
Após retirar-se da candidatura à presidência do Haiti em favor de Sténio Vincent em 1930, Price-Mars liderou a oposição do Senado ao novo presidente; acabou sendo forçado a sair da política. Em 1941, Price-Mars foi novamente eleito ao Senado. Foi secretário de estado para relações externas em 1946 e, posteriormente, embaixador na República Dominicana. Na casa dos seus oitenta anos, continuou servindo como embaixador do Haiti nas Nações Unidas e na França.

## Movimentonegritude
Price-Mars lutou pela negritude no Haiti através de sua escrita, que "descobriu" e abraçou as raízes africanas da sociedade haitiana. Price-Mars foi o primeiro defensor proeminente do vodu como uma religião inteira, completa com "divindades, um sacerdócio, uma teologia, e moralidade." Ele lutou contra o preconceito e a ideologia predominantes que favoreciam as culturas europeias do período colonial e rejeitavam elementos não-brancos e não-ocidentais das culturas das Américas. Seu nacionalismo abraçou uma identidade cultural haitiana como sendo africana através da escravidão.
A atitude de Price-Mars foi inspirada pela resistência ativa dos camponeses haitianos à ocupação estadunidense entre 1915 e 1934. Ele deplorou o abandono por parte da elite da tradição que enfatizava o feito da nação se libertar do colonialismo francês, vendo como motivo de orgulho a conduta dos mais pobres. Ele atacou a elite por sua "incapacidade de promover o bem-estar das massas haitianas."

## Bovarismo coletivo
Ele cunhou o termo collective bovarysme para descrever a elite como identificando-se com sua ancestralidade europeia parcial ao passo que denunciava os laços com seu legado africano (No romance Madame Bovary de Gustave Flaubert, Emma Bovary tem ânsia de escapar das condições sociais que a definem, mas que ela deprecia). Ele observou que a elite era composta quase que exclusivamente de pessoas mestiças, descendentes dos antigos gens de couleur libres, que abraçavam sua "branquitude". A maioria dos haitianos era mais exclusivamente africana em sua ascendência. Seu desdém pelas elites ia além da sua pureza racial de "bovarismo".
Price-Mars acreditava que eles tinham influência econômica e política injusta. Ele entendia que sua base de poder no sistema estatal dependia fortemente da tributação das colheitas, especialmente do café, o principal produto de exportação, cultivado pelos camponeses que tinham lutado em defesa do país quando as elite o abandonaram para proteger seus próprios interesses.
Ele também atacou o papel das elites na educação haitiana. A elite acreditava que tinha que civilizar as massas. Price-Mars escreveu frequentemente sobre programas educacionais. Ele examinou as "ferramentas intelectuais" disponíveis no Haiti e desafiou a elite a promover o progresso entre as massas por causa da sua posição avantajada.
Price-Mars abraçou a história da escravidão no Haiti como a verdadeira fonte da identidade e cultura haitianas. Ele admirava a cultura e a religião desenvolvidas entre os escravos como sua base para se rebelar contra os europeus e construir uma nação haitiana.
O bovarismo coletivo também foi usado para descrever dominicanos predominantemente negros que negavam suas raízes africanas em favor da sua ascendência espanhola. Durante a Guerra de Independência da República Dominicana, muitos dominicanos pró-independência — buscando obter apoio da Europa e dos Estados Unidos — não se viam como negros, enxergando o conflito como uma guerra entre brancos e negros, ou entre os "civilizados" e os "bárbaros".

## Trabalhos notáveis
- La Vocation de l'elite (1919)
- Ainsi parla l'oncle (1928)
- La République d'Haïti et la République Dominicaine (1953)
- De Saint-Domingue à Haïti (1957)

## Leitura complementar
- Jean Price-Mars and Haiti, por Jacques C. Antoine.  Three Continents Press. 1981
- San Miguel, Pedro L. (2005). The Imagined Island: History, Identity, and Utopia in Hispaniola. United States: The University of North Carolina Press. pp. 67–97. ISBN 0-8078-5627-4
- Schutt-Ainé, Patricia (1994). Haiti: A Basic Reference Book. Miami, Florida: Librairie Au Service de la Culture. p. 105. ISBN 0-9638599-0-0
- "The Religious Imagination and Ideas of Jean Price-Mars" (Part 1), by Celucien Joseph, Journal of Race, Ethnicity, and Religion Volume 2, Issue 14 (dezembro de 2011):1-31
- Joseph, Celucien L. From Toussaint to Price-Mars: Rhetoric, Race, and Religion in Haitian Thought (CreateSpace Independent Publishing Platform, 2013)
- Robinson, Christine 'Jean Price-Mars: Haitian anthropologist and man of ideas' in Encyclopedia of Latin American Literature, Verity Smith ed. (Fitzroy Dearborn, Londres: 1997) pp.675-676